# Without Reservations
Without Reservations (bra: Romance e Fantasia ou Uma Escritora de Sucesso; prt: A Viajante Clandestina) é um filme estadunidense de 1946, do gênero comédia romântica, dirigido por Mervyn LeRoy, estrelado por Claudette Colbert e John Wayne, e coestrelado por Don DeFore. O roteiro de Andrew P. Solt foi baseado no romance "Thanks, God! I'll Take It from Here" (1946), de Jane Allen e Mae Livingston.
A trama retrata a história de uma escritora que se apaixona por um herói de guerra que detesta seu livro, sem saber que ela é a autora.

## Sinopse
Christopher "Kit" Madden (Claudette Colbert) está a caminho de Hollywood, onde seu best-seller será transformado em filme. No trem, ela conhece os fuzileiros navais "Rusty" Thomas (John Wayne) e "Dink" Watson (Don DeFore), que têm uma visão desfavorável do romance e não sabem que ela é a autora. Kit e Rusty sentem atração um pelo outro, mas ela enfrenta o desafio de lidar com o desprezo que Rusty tem pela autora do livro, sem saber que é ela.

## Elenco
- Claudette Colbert como Christopher "Kit" Madden
- John Wayne como Capt. "Rusty" Thomas
- Don DeFore como Ten. "Dink" Watson
- Anne Triola como Consuela "Connie" Callaghan
- Phil Brown como Soldado
- Frank Puglia como Ortega
- Thurston Hall como Henry Baldwin
- Dona Drake como Dolores Ortega
- Fernando Alvarado como Garoto Mexicano
- Charles Arnt como Vendedor
- Louella Parsons como Ela mesma
- Frank Wilcox como Jack
- Sam McDaniel como Freddy
- Lisa Golm como Alma

Notas do elenco
- Jack Benny, Dolores Moran, Raymond Burr e Cary Grant fazem aparições não-creditadas, assim como o diretor Mervyn LeRoy.

## Produção
O filme, orçado em US$ 1.683.000, possuía "Thanks, God! I'll Take It from Here" como título de produção, o mesmo nome do romance.
Jesse L. Lasky recebeu um empréstimo de US$ 975 mil do seu banco para conseguir produzir o filme. O estúdio cinematográfico da Arrowhead Pictures mostrado na cena de abertura do filme é o prédio real da RKO Pictures, na 780 Gower Street, em Hollywood.
A RKO Pictures conseguiu Don DeFore emprestado de Hal B. Wallis para participar do filme.

## Recepção
O menos típico dos filmes de John Wayne no pós-guerra, "Without Reservations" é um filme de estrada que, apesar dos custos e dos nomes envolvidos, não correspondeu às expectativas.

### Bilheteria
De acordo com os registros da RKO Pictures, o filme arrecadou US$ 3.000.000 nacionalmente. O retorno lucrativo da produção foi de US$ 342.000.

## Adaptação para a rádio
"Without Reservations" foi apresentado no Lux Radio Theatre em 26 de agosto de 1946. Colbert reprisou seu papel, com Robert Cummings coestrelando.